# Стивен Доналдсон
Стивен Доналдсон (енгл. Stephen R. Donaldson; Кливленд, 13. мај 1947) је амерички писац фантазије, научне фантастике и мистерије, најпознатији по серијалу o Томасу Ковенанту. Његов рад привукао је пажњу критике захваљујући маштовитости радње, живописним ликовима и брзим обртима радње. Дипломирао је на колеџу Вустер (The College of Wooster) и магистрирао на универзитету Кент Стејт (Kent State University). Тренутно живи у Новом Мексику.

## Главни утицај
Доналдсон припада генерацији аутора фантастике који су се истакли 70-их и почетком 80-их. Као и многи његови савременици, на његов рад су много утицала дела Џ. Р. Р. Толкина, али и других писаца као што су Марвин Пајк, К. С. Луис, Роберт Е. Хауард, па чак и композитор Рихард Вагнер. Доналдсон је велики обожавалац Зелазнијевих Хронике Амбера, које су биле инспирација за његов серијал „Мордантова потреба“ (Mordant’s Need). Доналдсон на свом веб-сајту помиње да се такође инспирисао делима Џозефа Конрада, Хенрија Џејмса и Вилијама Фокнера како би побољшао нарацију у својим делима.

## Хронике Томаса Ковенанта, неверника
Доналдсови најпознатији серијали су Хронике Томаса Ковенанта, Неверника, који у први план поставља Томаса Ковенанта, циничног губавца, одбаченог од друштва, предодређеног да постане спаситељ алтернативне Земље. Ковенант се бори против тиранина, Поглавара клетника, који намерава да разбије свод времена како би побегао из ропства и осветио се свом заклетом непријатељу, Творцу.
Хронике су првобитно објављене као две трилогије између 1977. и 1983. Према речима садашњег издавача те две серије продате су у више од 10 милиона примерака. Трећа серија, Последње хронике Томаса Ковенанта, почеле су да се објављују 2004.

### Прве Хронике
1. Коб Поглавара клетника (1977)
2. Рат Злоземља (1978)
3. Моћ очувања (1979)

### Друге Хронике
1. Рањена домаја (1980)
2. Једино дрво (1982)
3. Носилац белог злата (1983)